# Corrupião-de-capuz-preto
Corrupião-de-capuz-preto ou corrupião-de-barriga-preta (Icterus wagleri) é uma espécie de ave da família Icteridae.
Pode ser encontrada nos seguintes países: El Salvador, Guatemala, Honduras, México, Nicarágua e Estados Unidos da América.
Os seus habitats naturais são: florestas secas tropicais ou subtropicais , florestas subtropicais ou tropicais húmidas de baixa altitude e regiões subtropicais ou tropicais húmidas de alta altitude.